# Telarquia

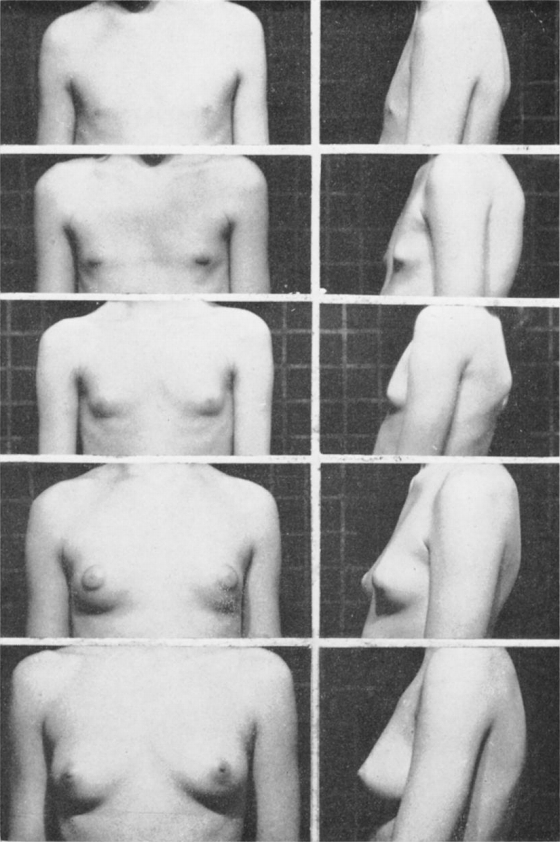
Escala de Tanner del desarrollo mamario femenino

La telarquia es el inicio del desarrollo de la mama, que usualmente ocurre entre los 8 y los 12 años, siendo la media los 10,5 años.
La telarquia es usualmente el primer signo fenotípico de pubertad en las niñas (85 %) y ocurre en respuesta al incremento de estrógenos circulantes; simultáneamente se produce estrogenización de la mucosa vaginal, crecimiento de la vagina y el útero. El desarrollo mamario continúa a lo largo de la pubertad y adolescencia como lo describieron Marshall y Tanner, a partir de la cual desarrollaron una escala de maduración sexual.

## Telarquia precoz
Se llama telarquia precoz o prematura al desarrollo del tejido mamario en una niña de menos de 8 años. La incidencia anual de este trastorno es de 1/5000, es decir, una niña de cada 5000 es diagnosticada anualmente. En el 60 % de los casos la paciente tiene menos de 2 años y en muchas ocasiones el fenómeno está presente desde el momento del nacimiento.
En el 85% de las niñas en las que aparece telarquia precoz, la causa es un trastorno benigno y autolimitado que suele aparecer antes de los dos años de edad y se conoce como telarquía aislada benigna.
La telarquia aislada benigna es totalmente compatible con un desarrollo normal a una edad adecuada y no evoluciona a precocidad sexual. Tampoco causa efecto alguno sobre la velocidad de crecimiento ni la maduración ósea. Sólo precisa vigilancia periódica por parte del pediatra.
Sin embargo el 15 % de las niñas con telarquia precoz si acaban por presentar una pubertad precoz y aparecen de forma prematura otros caracteres sexuales, como vello axilar y pubiano o hemorragia vaginal. Un estudio de los niveles hormonales y una ecografía abdominal para valorar el tamaño del útero y los ovarios pueden ser necesarios para llegar al diagnóstico.